# Frydendal (Aalborg)
 For alternative betydninger, se Frydendal. (Se også artikler, som begynder med Frydendal)
Frydendal (sommetider kaldet Fuglekvarteret) er et højt beliggende område i det centrale Aalborg, omkredset af kvartererne Kærby, Gug, Vejgaard og Eternitten. Områdets højeste punkt er 45 meter over havets overflade, hvilket giver en unik udsigt over Østerådalen  og  det meste af Aalborg, Skalborg og Nørresundby. Kommer man fra Kærby og Aalborg Centrum domineres udsigten op mod Frydendal af den store Vandbakke, bag det gamle vandværk. 
Frydendalsvej, der går midt igennem Frydendal, er blandt Aalborgs stejleste bakker, med en gennemsnitlig stigning på 11,2%.

## Historie
Frydendalsområdet var tidligere et område præget af interimistisk byggeri og kolonihavehuse, og havde ry for at være lidt et rababerkvarter. Det Frydendal man ser i dag, bærer præg af at de seneste år har der været en større udskiftning af beboere i området. Huse er blevet moderniseret, revet ned og nyopført. 
Frydendalsområdet dukker op i lokalhistorien for Aalborg flere gange. Det mest kendte er nok en af de tidligere beboere i området. Der er tale om en af Aalborgs mange originaler. Han hed Emil Jennerjahn, der boede sammen med sin mor i området. Dette er beskrevet i bøger af Gorm Henrik Rasmussen, bl.a. i "Hvo intet vover" (udgivet på Klim) og "Aalborgs Originaler".

## Aalborg Vandteknisk Museum[2]
I Frydendal er Aalborg Vandteknisk Museum placeret. 
Aalborg Vandteknisk Museum har siden 1854 fungeret som vandværk for store dele af Aalborg Centrum, og vandværket er blandt andet forsynet med 2 dampdrevne pumper, med en kapacitet på omkring 31 m3 vand i timen.
Vandværket indgår i Aalborgs byvåben, og fungerer i dag udelukkende som museum. Det er i dag muligt at besøge den spændende maskinhal, og opleve vandets historie igennem mere end 150 år i Aalborg.
Museets adresse er Sønderbro 53, 9000 Aalborg - og har åbningstid 1-2 dage om ugen.

## Virksomheder i området
Frydendal er et område primært præget større parcelhuse. Området har også en række mindre liberale erhverv i form af arkitekter, ingeniør, fotograf, bilforhandler, en delikatesse og en golfsimulator. 
- BilXtra
- Fandanko
- Chrysler - Poul Larsen Automobiler
- Fotograf Aalborg
- Pizza-Pizza goddag
- Aalborg Golfsimulator
- Cadskolen

## Beboerforening
Området har en beboerforening, som har distribueret materiale om lokalområdets historie, bl.a. barndomsberetninger fra området. Beretningerne er fra en tid, da der både var købmand, slagter, skole osv. Dette var før vejene i området var asfalterede og før området blev gennemskåret. 
Der har været artikler omkring områdets opståen. Områdets jord tilhørte en gård, og blev senere udmatrikuleret og blev til Frydendal. Endvidere har der været fortalt små historier omkring hvorledes man oplevede 2. verdenskrig i Frydendal.